# Lagynogaster sauteri
Lagynogaster sauteri är en tvåvingeart som beskrevs av Hermann 1917. Lagynogaster sauteri ingår i släktet Lagynogaster och familjen rovflugor.
Artens utbredningsområde är Taiwan. Inga underarter finns listade i Catalogue of Life.